# Ivan Gladyshev
Ivan Gladyshev –em russo, Иван Гладышев– é um desportista russo que compete no ciclismo na modalidade de pista. Ganhou uma medalha de ouro no Campeonato Europeu de Ciclismo em Pista de 2020, na prova de velocidade por equipas.

## Medalheiro internacional
| Campeonato Europeu | Campeonato Europeu  | Campeonato Europeu | Campeonato Europeu     |
| Ano                | Lugar               | Medalha            | Competição             |
| ------------------ | ------------------- | ------------------ | ---------------------- |
| 2020               | Plovdiv ( Bulgária) | Medalha de ouro    | Velocidade por equipas |